# Ichitarō Doi
Ichitarō Doi (土居 市太郎) (né le 20 novembre 1887-28 février 1973) est un joueur professionnel de shōgi 8e dan né à Matsuyama, préfecture d'Ehime au Japon. Il fut notamment le premier président de la Nihon Shogi Renmei. Il est le disciple de Kinjirō Sekine.

## Carrière

### Disciple de Sekine Kinjirō 1907-1917
Il devient le disciple de Sekine Kinjirō en 1907 et s'installe à Tokyo.
Sekine Kinjiro fonde le Shosaku Domeisha, premier club de shogi 23 joueurs,.
Les 8 et 9 octobre 1917, une partie fut jouée entre le candidat Meijin Sekine Kinjirō et Sakata Sankichi et ce dernier l'emporta, secouant le monde du shogi.
La partie fut largement couverte dans les journaux, mais les 16 et 17 octobre au Nihon Kurabu à Marunouchi Doi defait Sakata, ruinant ses chances de devenir Meijin.
Le Manchoho (morning report) tient rigueur à Sekine pour sa défaite contre Sakata et l'obligeant à transférer le commentaire de la colonne shogi à Doi, contribuant à dégrader leurs relations.
Le 4 novembre, le shosaku Domeisha promeut Ichitarō Doi 8-dan sans l'assentiment de Sekine qui s'en va en décembre.

### L'ère Ichitarō Doi 1917-1931
Le 19 juin 1918, Sekine fonde un nouveau groupe, le Tokyo shogi club incluant Jiro Kaneyasu et Chotaro Hanada.
Le 8 mai 1921, Sekine devient le 13e Meijin, mais à l'âge de 54 ans, il a passé sa meilleure période et depuis 1917, c'est bien Ichitarō Doi qui est considéré comme le meilleur de cette période et parfois même de la période Doi.
En 1924, dans le cadre de la réorganisation du monde du shogi très affectée par le grand tremblement de terre du Kanto, les trois groupes de shogi de Tokyo, le Tokyo Shogi Club de Sekine Kinjiro Meijin, le Tokyo Shosaku Domeisha dirigé par Ichitarō Doi et la Tokyo Shogi Kenkyūkai de Kumao Osaki, fusionnent pour former la Tokyo Shogi Renmei dont Ichitarō Doi est le premier président. En 1927, la fédération change son nom en Nihon Shogi Renmei.
De janvier à juillet 1931, le Bungei Shunju organise un match entre Ichitarō Doi (43 ans)  et Yoshio Kimura (25 ans). Avec 4 victoires à une, Kimura fait passer le shogi de l'ère Doi à l'ère Kimura

### Déclin 1931-1949
En 1935, le premier Tournoi Meijin par mérite est organisé et Ichitaro en est l'un des protagonistes mais à 48 ans, il a déjà dépassé son apogée et c'est Yoshio Kimura qui devient le premier Meijin.
En 1940, il obtient de bons résultats dans le 2e Meijin et devient le challenger à 54 ans, mais là encore, il s'incline face à Yoshio Kimura par 1 victoire à 4.
En 1949, il se retire à l'âge de 62 ans.
En 1954, il se voit accorder le titre de Meijin Honoraire.

## Palmarès année par année
| Année     | Tournoi          |   | Marque |                 |
| --------- | ---------------- | - | ------ | --------------- |
| 1917      | Nihon Kurabu     |   | 1-0    | Sakata Sankichi |
| 1917      | Shosaku Domeisha |   |        | promotion 8-dan |
| 1931      | Bungeishuju-sen  |   | 1-4    | Yoshio Kimura   |
| 1935-1937 | 1er Meijin       | A | 8-7    | 3e              |
| 1938-1940 | 2e Meijin        | A | 13-0   | Jun- Meijin     |
| 1938-1940 | 2e Meijin        | A | 1-4    | Yoshio Kimura   |
| 1940-1942 | 3e Meijin        | A | 6-5    | 4e              |
| 1943      | 4e Meijin A      | A | 0-1    | 10e-17e         |
| 1943      | 4e Meijin B      | A | 0-1    | 10e-17e         |
| 1944      | 4e Meijin C      | A | 0-1    | 10e-17e         |
| 1946/1947 | 6e Meijin        | A | 8-5    | 5e-6e           |
| 1947-1948 | 7e Meijin        | A | 8-6    | 5e              |
| 1947-1948 | 1er Zen-Nihon    |   | 0-1    | 7e-12e          |
| 1948-1949 | 8e Meijin        | A | 2-7    | 10e-12e         |
| 1948-1949 | 2e Zen Nihon     |   | 0-1    | 7e-12e          |